# 1871 au Manitoba
Chronologie du Manitoba
- 1867
- 1868
- 1869
- 1870
- 1871
- 1872
- 1873
- 1874
- 1875

Cette page concerne des événements qui se sont produits durant l'année 1871 dans la province canadienne du Manitoba.

## Politique

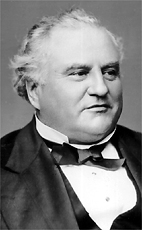
Marc-Amable Girard

- Premier ministre : Alfred Boyd puis Marc-Amable Girard
- Lieutenant-gouverneur : Adams George Archibald
- Législature : 1er législature (en)

## Événements
- 2 mars : lors des trois premiers élections partielles fédérales, le conservateur John Christian Schultz devient le premier député de Lisgar, le libéral James S. Lynch (en) et le conservateur Angus McKay (en) sont devenus les premiers députés de Marquette et l'indépendant conservateur Donald Alexander Smith devient le premier député de Selkirk.

- 3 mars : le conservateur Pierre Delorme remporte l'élection partielle fédérale et devenu le premier député de Provencher.

- 10 mars : le gouvernement du Manitoba se réunit pour la première fois.

- 15 mars : ouverture de la première session de la première législature du Manitoba (en)

- 3 mai : à peine deux mois d'ouverture, la session est prolongée.

- 21 août : signature du Traité 2 entre la reine et les Ojibwés de l'ouest du Manitoba et de la Saskatchewan.

- 22 septembre : le diocèse de Saint-Boniface devient l'Archidiocèse de Saint-Boniface au Manitoba et Alexandre-Antonin Taché en est l'archevêque.

- 14 décembre : Marc-Amable Girard devient le premier (et unique) franco-manitobain à être premier ministre du Manitoba, en remplacement d'Alfred Boyd

## Naissances
- 9 septembre : Hugh Robson (en) (juge et politicien) († 9 juillet 1945).